# Juan B. Lambert
Juan José Bautista Lambert Caminal (Barcelona, 20 de julio de 1884 - 4 de mayo de 1945) fue un compositor, director de orquesta y pedagogo español.

## Biografía
Juan B. Lambert fue hijo de Francisco Lambert Solé, de Barcelona, y de su esposa, Dolores Caminal Montserrat, de Seo de Urgel. Comenzó sus estudios musicales en la catedral de Barcelona y más tarde estudió piano con Pellicer y Joaquín Malats, y composición con Enric Morera y Felipe Pedrell. En 1906 dirigió la orquesta de los Espectáculos y Audiciones Graner, que promovía el pintor Luis Graner, con cuya hija tuvo un romance, y estrenó la obra Donzella que va a la guerra.
En 1916 se casó con María Agulló Gili, hija del farmacéutico de Conques, lugar en el norte de la provincia de Lérida. Vivieron en la calle Elizabets n.° 21 de Barcelona. En 1919 nació el su único hijo, Juan Bautista Lambert Agulló. Durante muchos años fueron a pasar los veranos en el pueblo de su mujer, Conques. Allí compuso muchas piezas importantes y también partituras sobre la comarca, como Sardana al castell de Orcau y Vals de la Closa, y arreglos en la música de los gozos de la madre de Dios de las Esplugues del mismo Conques y también la Goja cautiva dedicada als Estanys de Basturs.
En la Exposición Internacional de 1929 fue organista del Palacio Nacional; más tarde, fue director de la Academia de Música y de la Banda de la Casa Provincial de Caridad, de la Banda de los Mozos de Escuadra (1928-1931), director de la Escuela de Música y la Orquesta de Granollers y de la Escuela Municipal de Música después de la Guerra Civil y hasta su muerte. Obtuvo numerosos premios nacionales e internacionales, entre otros el de Radio Barcelona de 1934 con La fiesta de Santa Cristina de Lloret de Mar para orquesta. Con Alfonso y Zamacois fue coautor del LAZ (nombre hecho con las iniciales de los autores: Juan Bautista [L]ambert, Frederic [A]lfonso y Joaquín [Z]amacois), un tratado de solfeo en cinco volúmenes de gran difusión en los años de la posguerra.
Colaboró en la restauración de la música religiosa y compuso misas, motetes y piezas para órgano, dentro de este campo musical dio clases de perfeccionamiento al músico asturiano Ignacio Prieto. Escribió obras escénicas (Donzella que va a la guerra, 1906 ; El foc de Sant Joan, 1907) y zarzuelas, de las que destaca Por una mujer (1922). Es autor de obras sinfónicas, corales y de canciones, así como de métodos didácticos. También es el autor de 17 sardanas.
Pero, sin duda, su obra más popular, más conocida y más temprana es el Himno a la Virgen del Pilar, compuesto en 1904, cuando aún no había cumplido los 20 años.

## Fondo personal
El fondo de partituras de Juan B. Lambert se conserva en el Centro de Documentación del Orfeón Catalán.
El fondo consta de 472 partituras, 370 de las cuales son manuscritas y el resto son impresas. De este total, 368 obras son del mismo compositor que da nombre al fondo, la mayoría autógrafas. Del repertorio musical que figura en este fondo destaca sobre todo la música religiosa, como las misas, gozos, himnos, cánticos, requiems, Te Deum, rosarios, pero también podemos encontrar canciones populares, óperas, sardanas, música para piano, arreglos de obras musicales, etc.
Como partituras destacadas del compositor, están Por una mujer, zarzuela en castellano. De esta obra se conserva la partitura original manuscrita, borradores y algunos ejemplares impresos. Se adjunta al fondo musical una pequeña colección de 65 números sueltos de revistas de finales del XIX y principios del XX
Las partituras impresas son básicamente reducciones a piano de algunas de las sardanas como: Frisança, Griselda, Somni gris, etc.